# Pieczęć państwowa Czech

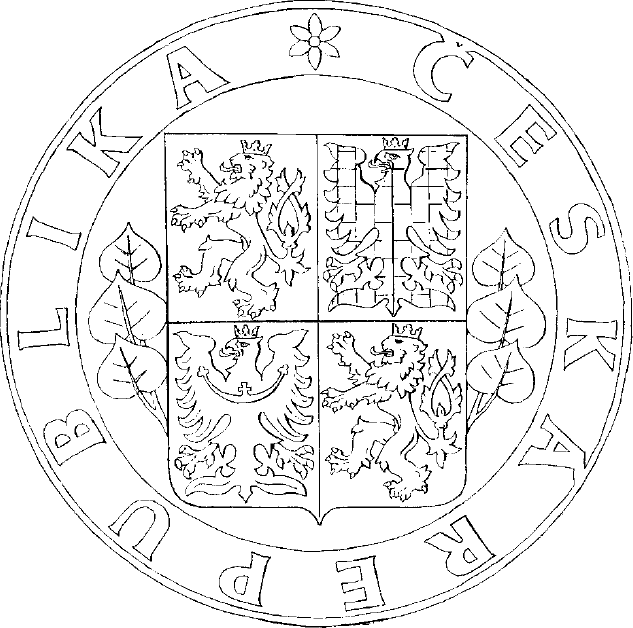
Pieczęć państwowa Czech.

Pieczęć państwowa Czech – zgodnie z ustawą 3/1993, w sprawie symboli państwowych Republiki Czeskiej, oficjalny państwowy symbol Czech.
Pieczęć państwowa jest również wymieniona w artykule 14 Konstytucji Republiki Czeskiej jako symbol państwowy.
Pieczęć strzeżona jest przez Prezydenta Czech i używana w przypadku szczególnie ważnych wydarzeń, takich jak potwierdzanie umów międzynarodowych lub uwierzytelnianie przedstawicieli dyplomatycznych.
Pieczęć państwowa Czech składa się z dużego godła państwowego wspartego po bokach lipowymi gałęziami, wokół których umieszczono napis "ČESKÁ REPUBLIKA".

## Historia
Wzór pieczęci nawiązuje do pieczęci Królestwa Czeskiego z lat 1429–1432, jest oparta na tradycji średniowiecznej, kiedy każdy monarcha miał swoją własną pieczęć.